# كأس فيد 1995
كأس فيد 1995  هو الموسم 32 من  كأس فيد. أقيم خلال الفترة 27 مارس 1995 وحتى 26 نوفمبر 1995، وفاز فيه منتخب إسبانيا لكأس فيد.